# بهزادي نقارة خانة (كبغيان)
بهزادي نقارة خانة (بالفارسية: بهزادی نقاره‌خانه) هي قرية تقع في إيران في قسم كبغيان الريفي. يقدر عدد سكانها بـ 122 نسمة .